# Coulisse

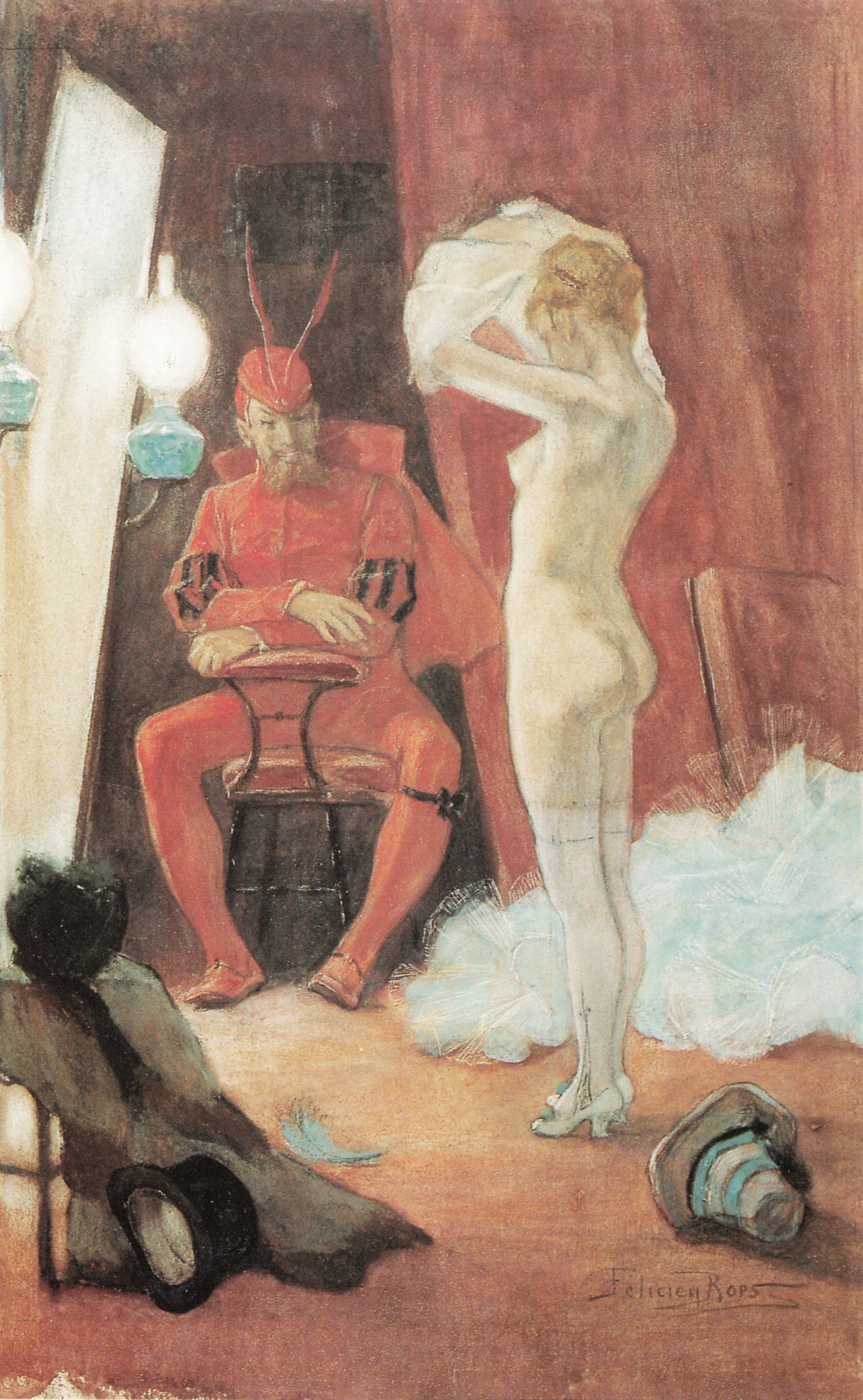
In de coulissen door Félicien Rops, ca. 1878

Een coulisse is een onderdeel van een toneeldecor aan de zijkant van het toneel. Het is het onderdeel waar de spelers achter vandaan komen (opkomen). Vaak zijn het doeken of gordijnen die ervoor zorgen dat personen "achter de coulissen" aan het oog van de zaal onttrokken zijn. Hier kan men zich voorbereiden, of klaar staan om op het juiste moment "op te komen". 

## Uitdrukkingen
Het woord wordt ook overdrachtelijk gebruikt, om aan te geven dat iets of iemand niet of niet goed zichtbaar is:
- achter de coulissen staan - op de achtergrond bezig zijn, zonder dat men het doorheeft
- achter de coulissen kijken - weten wat er in werkelijkheid aan de hand is
- tussen de coulissen - (geduldig) wachten tot er een beroep op iemand wordt gedaan